# لي شين
لي شين (بالصينية: 栗鑫) (9 نوفمبر 1989 ببينزهو في الصين - ) هو لاعب كرة قدم صيني في مركز الوسط. لعب مع نادي شنجن وMeizhou Hakka F.C. ‏ وShenzhen Ledman F.C. ‏ وShenzhen Fengpeng F.C. ‏.

## وصلات خارجية
- لي شين على موقع قاعدة بيانات كرة القدم.إي يو (الإنجليزية)